# Claudio Fogolin
Claudio Fogolin (San Vito al Tagliamento, 30 aprile 1872 – San Vito al Tagliamento, 27 aprile 1945) è stato un imprenditore, ciclista e pilota automobilistico italiano, cofondatore della casa automobilistica Lancia.

## Biografia
Nacque a San Vito nel 1872, da una famiglia benestante le cui fortune derivarono dal lascito di una prozia moglie di un generale dell'esercito Napoleonico, studiò nel comune di origine, a Vittorio Veneto ed in seguito alla scuola di agraria di Udine dove si diplomò nel 1897. 
Nel 1885 scoprì e si appassionò ad un nuovo mezzo di locomozione, la bicicletta. Frequentò appassionati come Carlo Braida e vinse alcune competizioni in Italia ed all'estero.
Ma passione e attività principali furono legate al mondo dell'automobile con un'esperienza maturata nella fabbrica torinese FIAT che lo porterà nel 1904 fino negli Stati Uniti ad approntare la prima officina del marchio italiano a New York. In quegli stessi anni, introdotto nella Torino bene, conosce e sposa Maria Adelheid (Ady) Kind figlia dell'industriale svizzero e grande appassionato di sci alpino Adolfo Kind. Nel 1906 lasciò la FIAT per fondare a Torino assieme all'amico e collega Vincenzo Lancia l'azienda che porterà il nome Lancia & C. e dove assumerà il ruolo di direttore commerciale. Nel 1918 lasciò l'azienda all'amico e socio Vincenzo Lancia, con il quale divise il capitale dell'azienda pari a 6 milioni di Lire. Fogolin giustificò la decisione in una lettera accennando a un grave problema familiare.
Nel 1927 ritornò a San Vito dove si occupò della gestione delle proprietà di famiglia e iniziò a dedicarsi alla vita pubblica del paese. Aderì al Partito Fascista fin dalle origini, ma continuò a dedicarsi anche allo sport. Fondò un club tennistico che ottenne buoni risultati a livello nazionale. Nel 1943 Claudio Fogolin fu nominato segretario del Fascio Repubblicano del locale comune e l'anno successivo Commissario Prefettizio. Il 27 aprile 1945 fu prelevato e fucilato da partigiani appartenenti al Battaglione Tridente.